# Parornix festinella
Parornix festinella là một loài bướm đêm thuộc họ Gracillariidae. Nó được tìm thấy ở Hoa Kỳ (bao gồm Pennsylvania).